# Патеры Тваштара
Патеры Тваштара (лат. Tvashtar Paterae) — активный вулканический регион на спутнике Юпитера Ио, диаметром 306 км, расположенный рядом с его северным полюсом, на северо-западе области Халиб. Состоит из ряда патер (вулканических кратеров неправильной формы). Назван по имени Тваштара, индуистского бога кузнецов.
В течение нескольких лет патеры Тваштара исследовались космическим аппаратом «Галилео». В этот период было видно, как из одной патеры изверглась лавовая завеса длиной 25 км и высотой 1—2 км, из крупнейшей патеры изверглась горячая силикатная лава, и наконец вырвался газовый фонтан, поднявшийся над поверхностью спутника на 385 км и накрывший территорию радиусом в 700 км.
Извержение на Тваштаре 26 февраля 2007 года было сфотографировано КА «Новые горизонты», пролетавшим мимо Юпитера на пути к Плутону. Снимок показал огромный (высотой 330 км) фонтан из вулкана, с пока что необъяснённой волокнистой структурой, чётко видной на просвет в лучах Солнца.